# Chartreuse de Coblence
La chartreuse de Coblence ou chartreuse du Mont-de-Saint-Béat était à l'origine un monastère bénédictin, érigée en collégiale, donnée aux chartreux en 1331, situé sur la rive gauche du Rhin, à l'extrémité de la colline d'Hunsrück dans un quartier de la ville de Coblence qui porte le nom de chartreuse, en allemand : Koblenz-Karthause.

## Historique
Une chapelle est élevée depuis longtemps sur le mont Saint-Béat et l'on y a adjoint par la suite un monastère bénédictin, transformé en collégiale, occupée par des chanoines séculiers, au commencement du XIVe siècle. Ces derniers doivent quitter leur demeure, parce que les lieux sont trop reculés. L’archevêque de Trèves, Baudouin de Luxembourg, décide alors de faire de l’ancienne collégiale un ermitage cartusien en 1331 qu'il dote richement. 
Théodoric de Güls, chorévêque, président du chapitre de Trêves, abandonne tous ses biens à la chartreuse en y prenant lui-même l'habit de novice. Le cardinal Nicolas de Cues, légat du pape en Allemagne, offre 100 florins pour la fondation d'une cellule et donne au prieur le patronage perpétuel de l'hôpital de Cuës, sur les bords de la Moselle.
En 1632, elle est pillée par les suédois et des religieux sont massacrés, d'autres se sont retirés dans la ville où ils possèdent, dans la rue des Carmes, un immeuble appelé Vogelsang, muni d'une chapelle, qui leur permettent de continuer tant bien que mal leurs exercices conventuels. C'est là qu'ils se réfugient encore en 1794,  devant l’invasion française. 
La maison est supprimée en 1802 lors de la suppression des ordres religieux.

## Prieurs
Le prieur est le supérieur d'une chartreuse, élu par ses comprofès ou désigné par les supérieurs majeurs.
- Johannes Polonnus von Echternach (†1350), profès de Seitz, le chapitre général lui confie les premiers priorats dans les chartreuses de Mayence, Trèves, Coblence, et enfin Cologne de 1335 à 1337/38, premier prieur de la chartreuse de Wurtzbourg, nommé par le chapitre général en 1348[2].
- 1343-1348 : Ludolphe de Saxe (†1377 ou 78).
- 1365-1382 : Arnaldus de Trajecto, profès de Coblence puis prieur de Wurtzbourg de 1356 à 1365. Il retourne ensuite à Coblence en tant que prieur puis prend le priorat de Strasbourg, où il meurt en 1382 peu de temps après son entrée en service[2].
- Lambert Pascal (†1552), prieur de Strasbourg et de Coblence
- 1591 :  Jean Withim , prieur et visiteur de la province

## Moines notables
- Dom Sévère, qui se trouvant accidentellement à Ruremonde, fut massacré avec onze de ses confrères, les martyrs de Ruremonde, le 23 juillet 1572.